# Otgonbatyn Ojuuntujaa
Otgonbatyn Ojuuntujaa (ur. 10 czerwca 1992) – mongolska zapaśniczka walcząca w stylu wolnym. Brązowa medalistka mistrzostw Azji w 2016 roku.